# La Gorgue
La Gorgue est une commune française située dans le département du Nord (59), en région Hauts-de-France. La Gorgue est une commune en ancienne Flandre française limitrophe de l'Artois.
En 2011, la commune de La Gorgue a été récompensée par le label « Ville Internet @@ » et en 2019 elle possède un total de 4 « @@@@ ».
Le nom jeté de ses habitants est les magots. Le nom de la ville a pour origine le mot flamand occidental goor qui signifie « terrain marécageux ».

## Géographie

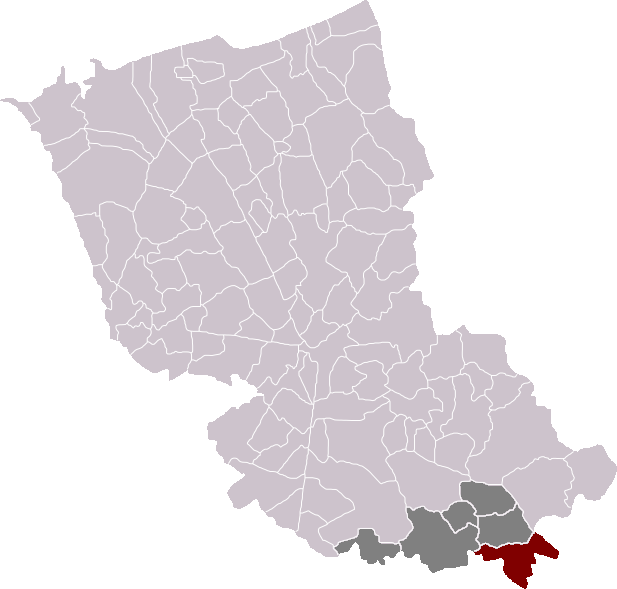
La Gorgue dans son ancien canton, celui de Merville et son arrondissement. La Gorgue fait désormais partie du canton d'Hazebrouck, comportant 16 communes.

### Situation
Située à 32,4 km de Lille selon ladistance.fr, 15 km d'Armentières, 56 km de Dunkerque, 18 km d'Hazebrouck et 14 km de Béthune. Au confluent de la Lys et de la Lawe.

### Communes limitrophes
|          | Estaires   | Steenwerck Sailly-sur-la-Lys |
| Merville | La Gorgue  |                              |
| Lestrem  | Richebourg | Laventie                     |

### Hydrographie

#### Réseau hydrographique
La commune est située dans le bassin Artois-Picardie. Elle est drainée par la Lawe, la Lys, le Courant Harduin, le Courant Frenelet, le Courant de la maladrerie, le Courant des bannois, le Courant du Flaquet, le Courant du Ponchel, le Courant du pont rinchon, le Courant vittu, le haut courant et divers autres petits cours d'eau,.
La Lawe, d'une longueur de 41 km, prend sa source dans la commune de Magnicourt-en-Comte et se jette  dans la Lys sur la commune, après avoir traversé 16 communes. 

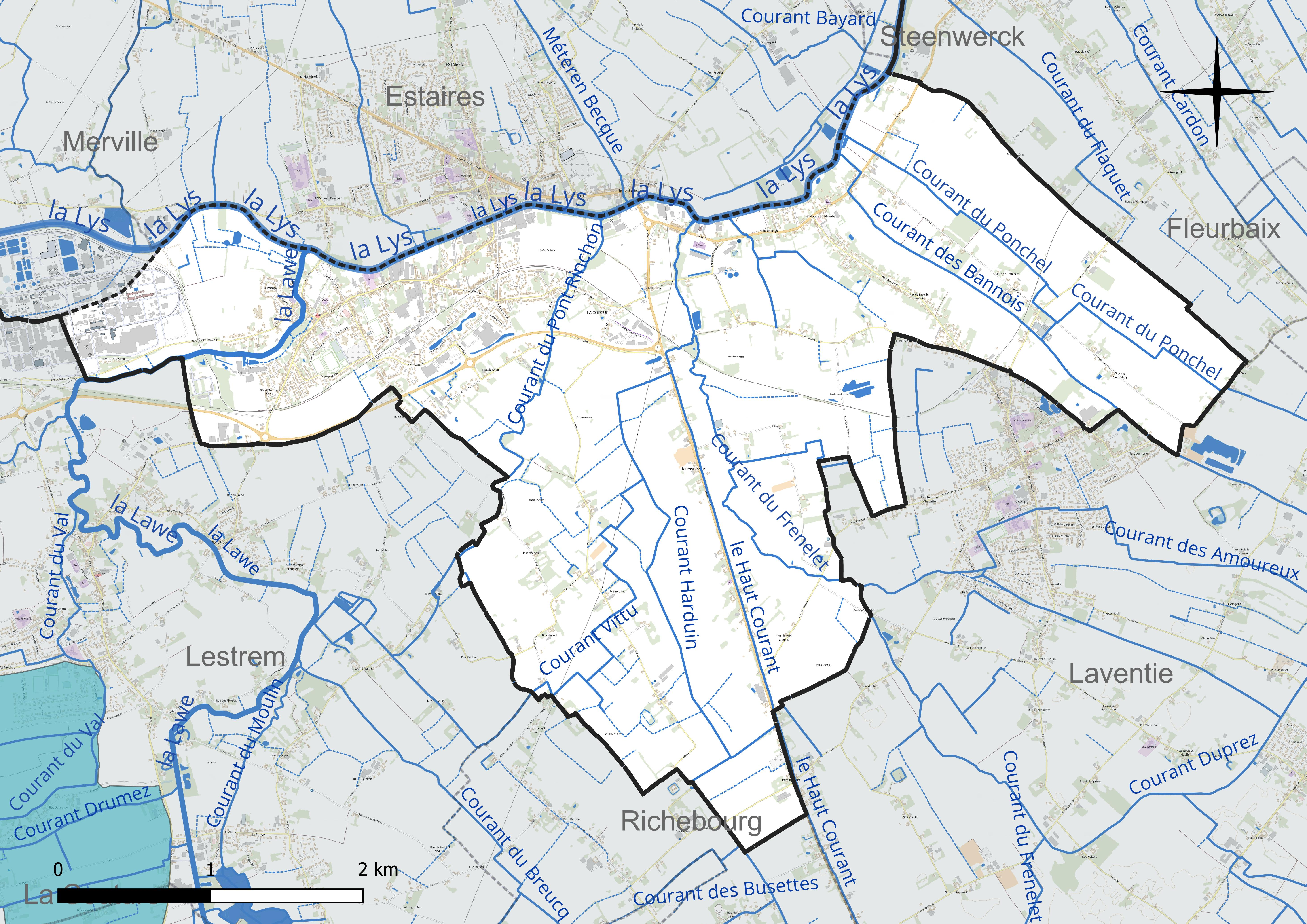
Réseau hydrographique de la Gorgue.

La Lys, d'une longueur de 134 km en France, prend sa source dans la commune de Lisbourg, à l'altitude de 114,7 mètres, et se jette dans l'Escaut à Gand à 4,45 mètres d'altitude. 
La Meteren Becque, d'une longueur de 19 km, prend sa source dans la commune de Méteren et se jette  dans la Lys à Estaires, après avoir traversé sept communes. 
Le Courant Harduin, d'une longueur de 16 km, prend sa source dans la commune de Cuinchy et se jette  dans la Haut Courant sur la commune, après avoir traversé six communes. 

#### Gestion et qualité des eaux
Le territoire communal est couvert par le schéma d'aménagement et de gestion des eaux (SAGE) « Lys ». Ce document de planification concerne un territoire de 1 835 km2 de superficie, délimité par le bassin versant de la Lys. Le périmètre a été arrêté le 29 mai 1995 et le SAGE proprement dit a été approuvé le 6 août 2010, puis révisé le 20 septembre 2019. La structure porteuse de l'élaboration et de la mise en œuvre est le syndicat mixte pour l'élaboration du SAGE de la Lys (SYMSAGEL). 
La qualité des cours d'eau peut être consultée sur un site dédié géré par les agences de l'eau et l'Agence française pour la biodiversité. 

### Climat
Pour des articles plus généraux, voir Climat des Hauts-de-France et Climat du Nord.
En 2010, le climat de la commune est de type climat océanique dégradé des plaines du Centre et du Nord, selon une étude du CNRS s'appuyant sur une série de données couvrant la période 1971-2000. En 2020, Météo-France publie une typologie des climats de la France métropolitaine dans laquelle la commune est exposée à un climat océanique et est dans la région climatique  Côtes de la Manche orientale, caractérisée par un faible ensoleillement (1 550 h/an) ; forte humidité de l'air (plus de 20 h/jour avec humidité relative > 80 % en hiver), vents forts fréquents. 
Pour la période 1971-2000, la température annuelle moyenne est de 10,7 °C, avec une amplitude thermique annuelle de 14,1 °C. Le cumul annuel moyen de précipitations est de 683 mm, avec 11,7 jours de précipitations en janvier et 8,4 jours en juillet. Pour la période 1991-2020, la température moyenne annuelle observée sur la station météorologique la plus proche, située sur la commune de Lillers à 18 km à vol d'oiseau, est de 11,1 °C et le cumul annuel moyen de précipitations est de 731,5 mm,. Pour l'avenir, les paramètres climatiques de la commune estimés pour 2050 selon différents scénarios d'émission de gaz à effet de serre sont consultables sur un site dédié publié par Météo-France en novembre 2022.

## Urbanisme

### Typologie
Au 1er janvier 2024, La Gorgue est catégorisée ceinture urbaine, selon la nouvelle grille communale de densité à sept niveaux définie par l'Insee en 2022.
Elle appartient à l'unité urbaine de Béthune, une agglomération inter-départementale regroupant 94  communes, dont elle est une commune de la banlieue,,. Par ailleurs la commune fait partie de l'aire d'attraction de Lille (partie française), dont elle est une commune de la couronne,. Cette aire, qui regroupe 201 communes, est catégorisée dans les aires de 700 000 habitants ou plus (hors Paris),.

### Occupation des sols
L'occupation des sols de la commune, telle qu'elle ressort de la base de données européenne d'occupation biophysique des sols Corine Land Cover (CLC), est marquée par l'importance des territoires agricoles (82,8 % en 2018), en diminution par rapport à 1990 (88,6 %). La répartition détaillée en 2018 est la suivante : 
terres arables (82,6 %), zones urbanisées (13 %), zones industrielles ou commerciales et réseaux de communication (4,1 %), zones agricoles hétérogènes (0,2 %). L'évolution de l'occupation des sols de la commune et de ses infrastructures peut être observée sur les différentes représentations cartographiques du territoire : la carte de Cassini (XVIIIe siècle), la carte d'état-major (1820-1866) et les cartes ou photos aériennes de l'IGN pour la période actuelle (1950 à aujourd'hui).

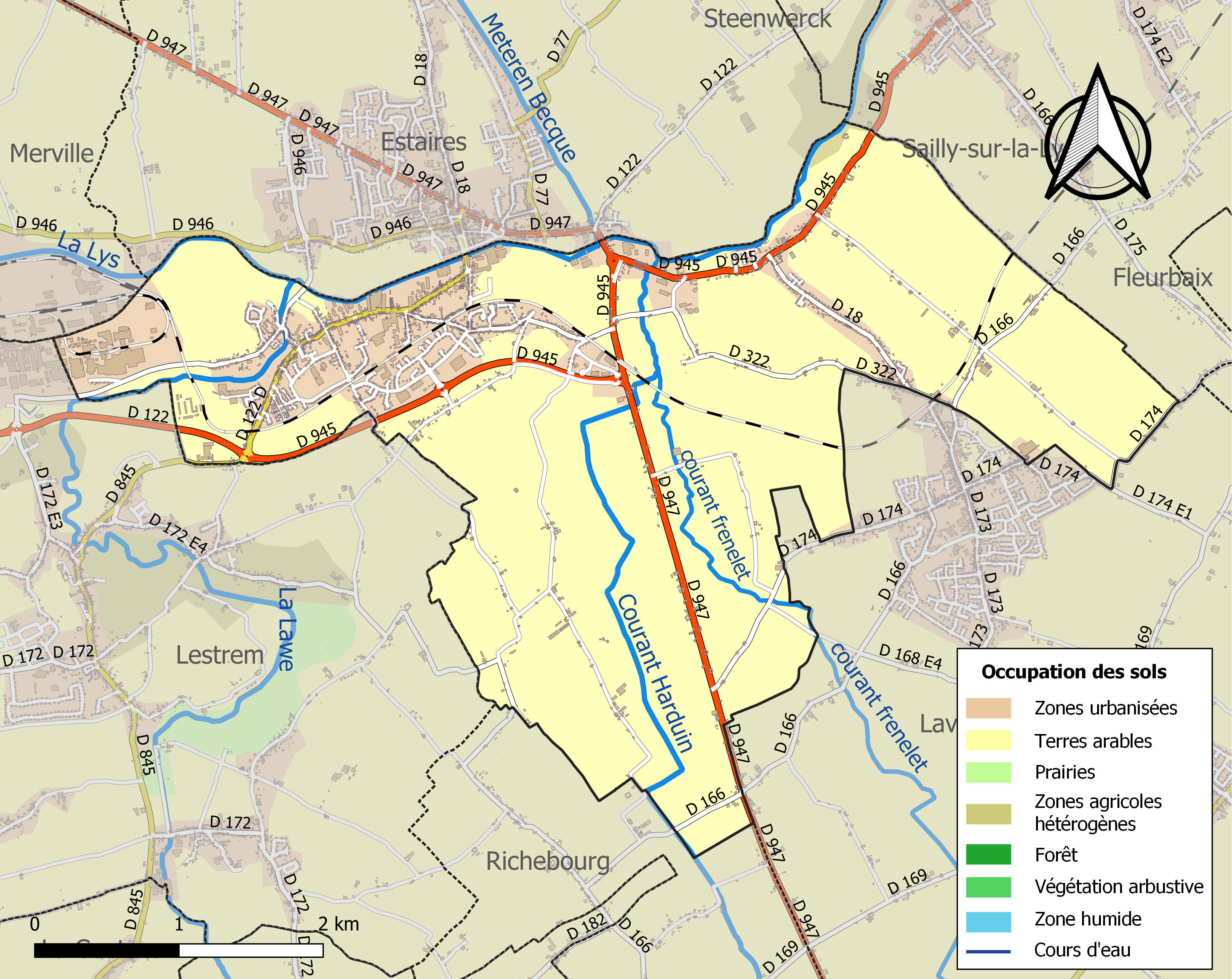
Carte des infrastructures et de l'occupation des sols de la commune en 2018 (CLC).

## Histoire

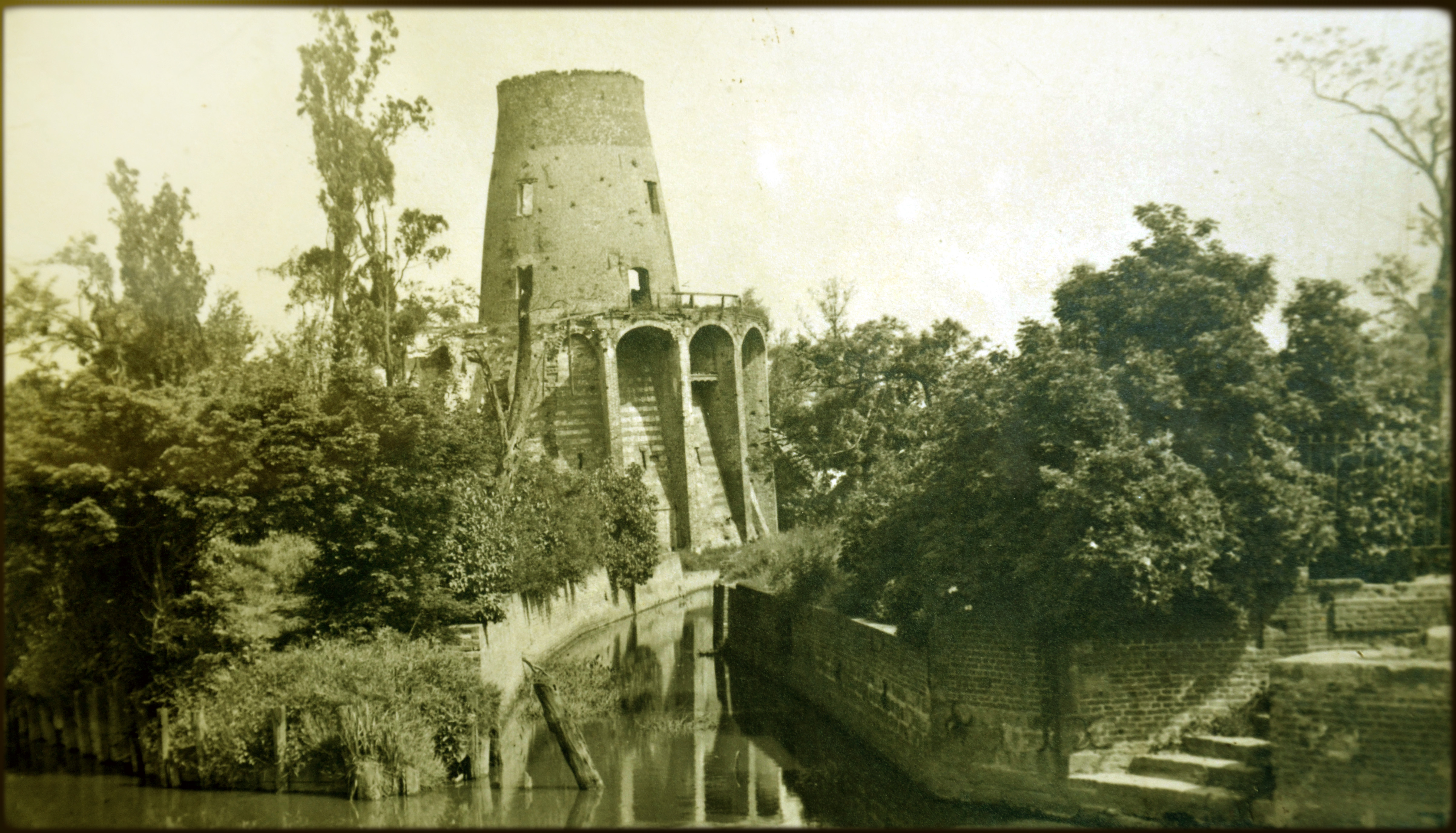
Après la fin de la Première Guerre mondiale, autour du Moulin ruiné de Mr Gailly, la végétation arborée repousse déjà, mais le moulin ne sera pas reconstruit. Les céréales seront conduites au grand moulin industriel de Merville, sur les bords de la Lys. Le moulin Gailly présentait une architecture originale, avec son socle de rouges barres et son chemin de ronde en encorbellement.

Le territoire et les environs de la commune ont connu une occupation humaine dès la préhistoire comme en témoigne la présence de silex taillés sur les berges de la Lys et de la Lawe.
La paroisse de La Gorgue aurait été créée en 1190 par division de celle d'Estaires : en 1190, Robert, seigneur de Béthune, (maison de Béthune), avoué d'Arras, et Didier, évêque de Thérouanne, suivent le conseil de Guillaume aux Blanches Mains, cardinal archevêque de Reims, et partagent Estaires en deux paroisses : Estaires et La Gorgue. Le chapelain de La Gorgue, dépend de l'abbaye Notre-Dame de Beaupré-sur-la-Lys, située à La Gorgue. Il partage avec le curé d'Estaires les droits de mouture du moulin et les droits de pêche, et verse annuellement au curé d'Estaires douze deniers. L'accord est appliqué après la mort du curé d'Estaires alors en place, Simon Gomer.
Avant la Révolution française, la paroisse était incluse dans le diocèse de Thérouanne, puis à la disparition de celui-ci dans le diocèse de Saint-Omer.
En 1296, Robert, futur Robert III de Flandre, fils aîné du comte de Flandre Gui de Dampierre, possède une motte et une tour à La Gorgue : le 27 juillet, Jean, chevalier, seigneur de Haverskerque, cède à Robert, des terres situées en partie sur Estaires, et l'usage du bois d'Estaires, avec le droit de pâtures et le droit d'y couper tous les trois ans ce qu'il faut pour enfermer sa motte et sa tour à La Gorgue.
La Gorgue a fait partie d'une région appartenant aux 17 provinces des Pays-Bas espagnols, dite « Pays de Lalloeu », regroupant 4 communes : La Ventie (Laventie), Sailly (Sailly-sur-la-Lys), Fleurbaix et la partie est de La Gorgue. C'est une région huguenote  d'où partirent des habitants pour s'installer aux Amériques, en Afrique du Sud, en Allemagne, en Hollande, en Angleterre… Le Pays de Lalloeu était rattaché au Comté de Flandre et au Pays d'Artois[Quand ?],.
En juin 1347, le roi de France Philippe VI de Valois, échouant à détacher les milices flamandes de l'alliance anglaise  (Guerre de Cent ans) ravage les pays de Saint-Venant, La Gorgue, Estaires.
En 1355, Renauld, seigneur d'Estaires, Neuf-Berquin et de la Motte de La Gorgue, époux d'Aloïde, fille de Robert d'Espierres, vend la Motte de la Gorgue au comte de Flandre Louis de Male (Louis II de Flandre).
Après la Révolution française, sous le premier Empire, se tient chaque année à La Gorgue une foire de seconde classe, héritée de l'époque antérieure à la Révolution, pour marchandises et bestiaux; en 1802-1803, elle a eu lieu les 11 et 12 floréal (1er et 2 mai 1803).
En 1802, La Gorgue est une place fortifiée intégrée dans le dispositif de défense de la région.
De 1899 à 1932, la ligne de tramway de Béthune à Estaires, circule de Béthune (Pas-de-Calais) jusqu'à Estaires, via Essars, Locon, La Couture et La Gorgue.
La commune et ses environs ont été fortement touchés par la Première Guerre mondiale, notamment avec la  bataille de Fromelles. La croix de guerre 1914-1918 a été décernée à la commune.

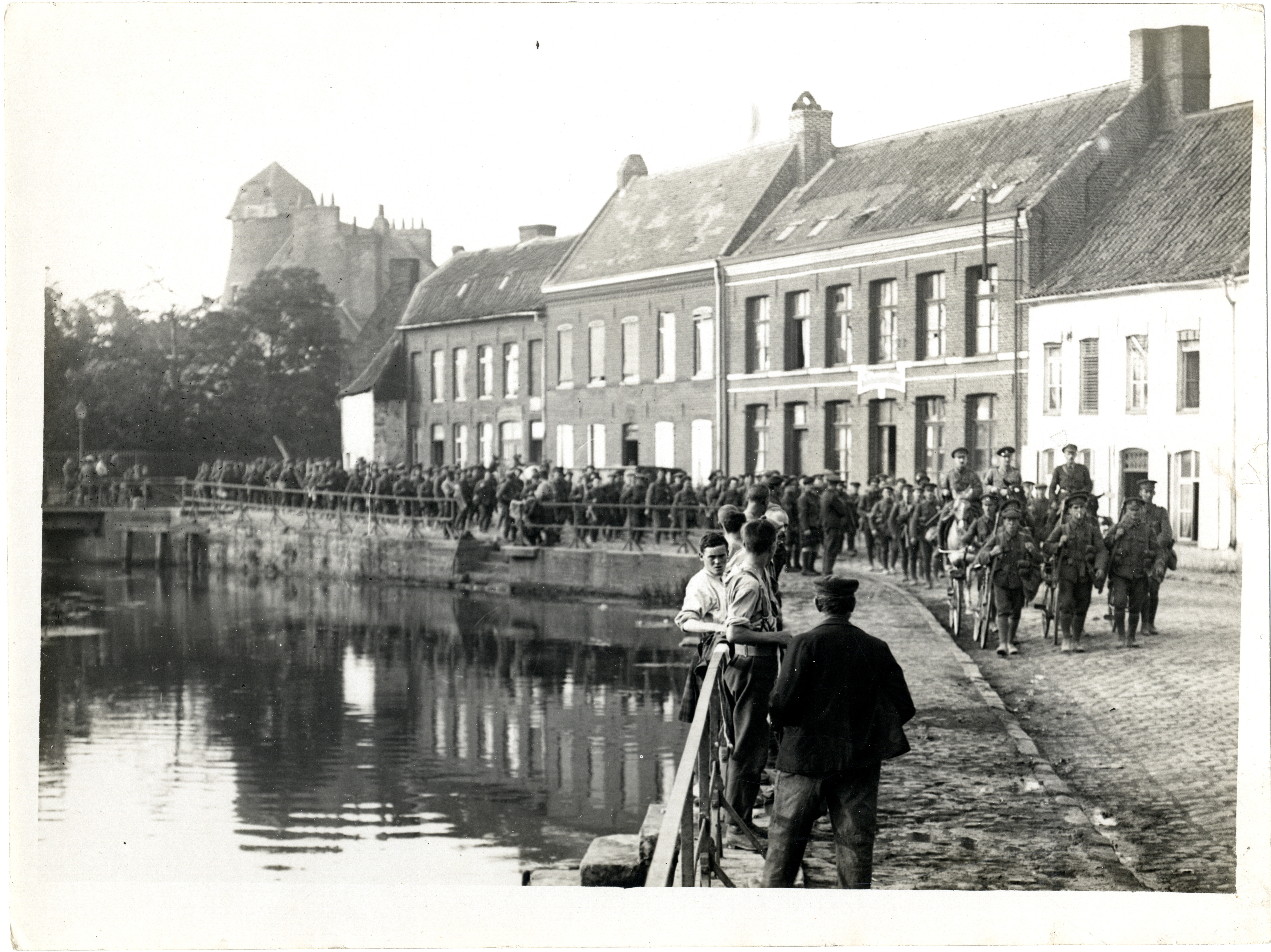
Soldats empruntant la rue du Duc de Berry à La Gorgue, en route vers les tranchées.

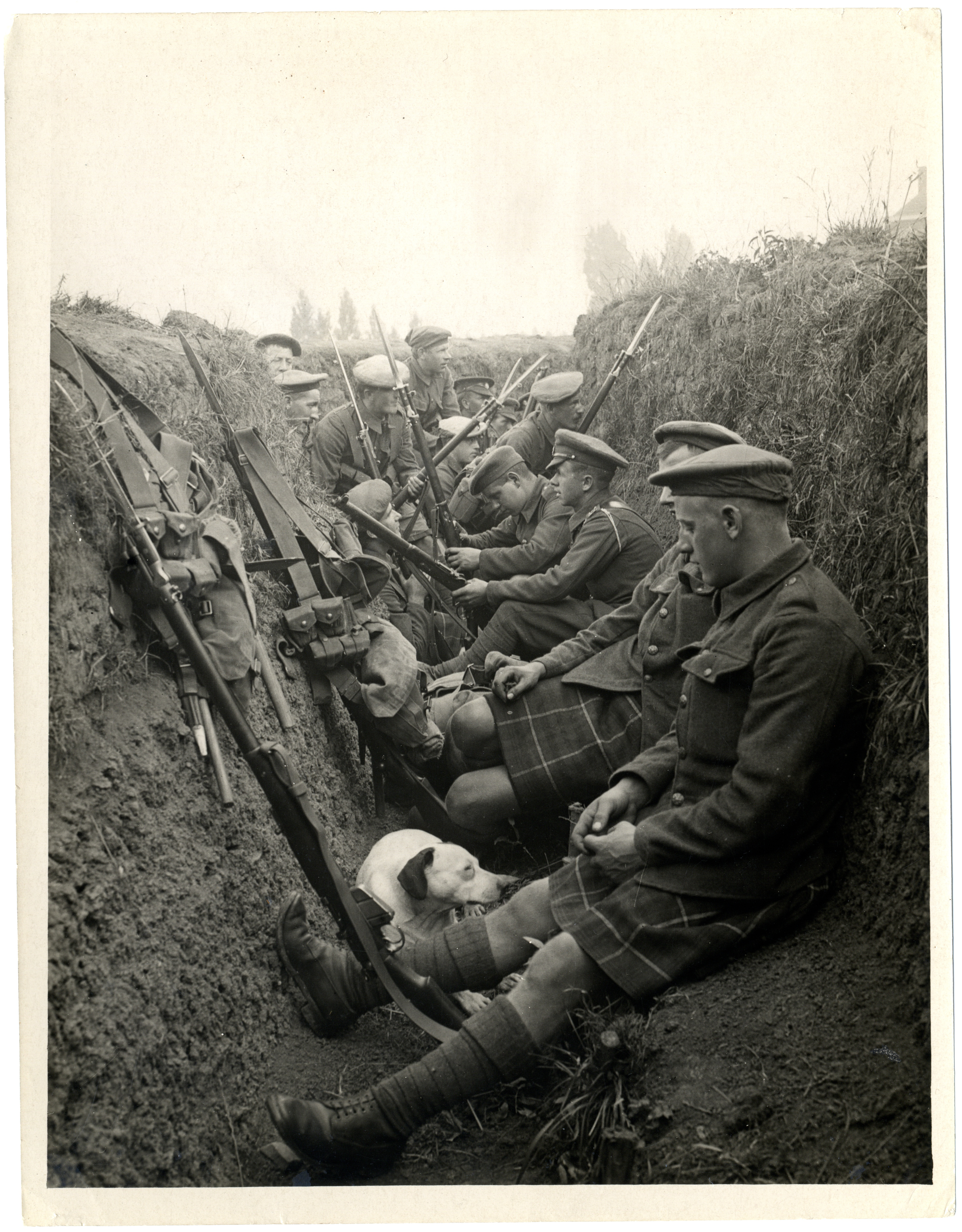
Soldats écossais dans une tranchée.

## Toponymie
Deux hypothèses :
- De l'ancien français d'oïl gorc/gorgue (gouffre, gorge), du latin gurges-gurgitis (gouffre, abîme où l'eau tombe). Au sens topographique, le mot se disait du trou où l'eau tombe après avoir fait tourner un moulin.
- Du mot flamand goor qui signifie « terrain marécageux »[37].

De Gorge en néerlandais moderne.

## Héraldique
|  | Les armes de La Gorgue se blasonnent ainsi : « D'azur semé de coquilles d'or, au chef d'argent chargé d'un lion issant de sable. » |

## Population et société

### Démographie

#### Évolution démographique
L'évolution du nombre d'habitants est connue à travers les recensements de la population effectués dans la commune depuis 1793. Pour les communes de moins de 10 000 habitants, une enquête de recensement portant sur toute la population est réalisée tous les cinq ans, les populations de référence des années intermédiaires étant quant à elles estimées par interpolation ou extrapolation. Pour la commune, le premier recensement exhaustif entrant dans le cadre du nouveau dispositif a été réalisé en 2005.

En 2022, la commune comptait 5 553 habitants, en évolution de −2,12 % par rapport à 2016 (Nord : +0,51 %, France hors Mayotte : +2,11 %).
| 1793  | 1800  | 1806  | 1821  | 1831  | 1836  | 1841  | 1846  | 1851  |
| ----- | ----- | ----- | ----- | ----- | ----- | ----- | ----- | ----- |
| 3 018 | 3 013 | 3 049 | 3 224 | 3 225 | 3 228 | 3 223 | 3 274 | 3 293 |

| 1856  | 1861  | 1866  | 1872  | 1876  | 1881  | 1886  | 1891  | 1896  |
| ----- | ----- | ----- | ----- | ----- | ----- | ----- | ----- | ----- |
| 3 226 | 3 293 | 3 369 | 3 496 | 3 704 | 3 885 | 3 962 | 3 929 | 3 968 |

| 1901  | 1906  | 1911  | 1921  | 1926  | 1931  | 1936  | 1946  | 1954  |
| ----- | ----- | ----- | ----- | ----- | ----- | ----- | ----- | ----- |
| 4 075 | 4 204 | 4 314 | 3 812 | 4 198 | 3 959 | 4 027 | 4 038 | 4 116 |

| 1962  | 1968  | 1975  | 1982  | 1990  | 1999  | 2005  | 2006  | 2010  |
| ----- | ----- | ----- | ----- | ----- | ----- | ----- | ----- | ----- |
| 4 141 | 4 104 | 4 168 | 4 602 | 5 028 | 5 215 | 5 590 | 5 681 | 5 956 |

| 2015  | 2020  | 2022  | - | - | - | - | - | - |
| ----- | ----- | ----- | - | - | - | - | - | - |
| 5 704 | 5 640 | 5 553 | - | - | - | - | - | - |

#### Pyramide des âges
La population de la commune est relativement jeune.
En 2018, le taux de personnes d'un âge inférieur à 30 ans s'élève à 36,2 %, soit en dessous de la moyenne départementale (39,5 %). À l'inverse, le taux de personnes d'âge supérieur à 60 ans est de 24,3 % la même année, alors qu'il est de 22,5 % au niveau départemental.
En 2018, la commune comptait 2 760 hommes pour 2 877 femmes, soit un taux de 51,04 % de femmes, légèrement inférieur au taux départemental (51,77 %).
Les pyramides des âges de la commune et du département s'établissent comme suit.
| Hommes | Classe d’âge | Femmes |
| ------ | ------------ | ------ |
| 0,6    | 90 ou +      | 1,7    |
| 5,3    | 75-89 ans    | 8,3    |
| 16,1   | 60-74 ans    | 16,6   |
| 21,6   | 45-59 ans    | 20,8   |
| 18,4   | 30-44 ans    | 18,4   |
| 19,1   | 15-29 ans    | 16,7   |
| 18,9   | 0-14 ans     | 17,6   |

| Hommes | Classe d’âge | Femmes |
| ------ | ------------ | ------ |
| 0,5    | 90 ou +      | 1,4    |
| 5,3    | 75-89 ans    | 8,1    |
| 14,8   | 60-74 ans    | 16,2   |
| 19,1   | 45-59 ans    | 18,4   |
| 19,5   | 30-44 ans    | 18,7   |
| 20,7   | 15-29 ans    | 19,1   |
| 20,2   | 0-14 ans     | 18     |

## Lieux et monuments
- Le beffroi de l'hôtel de ville.

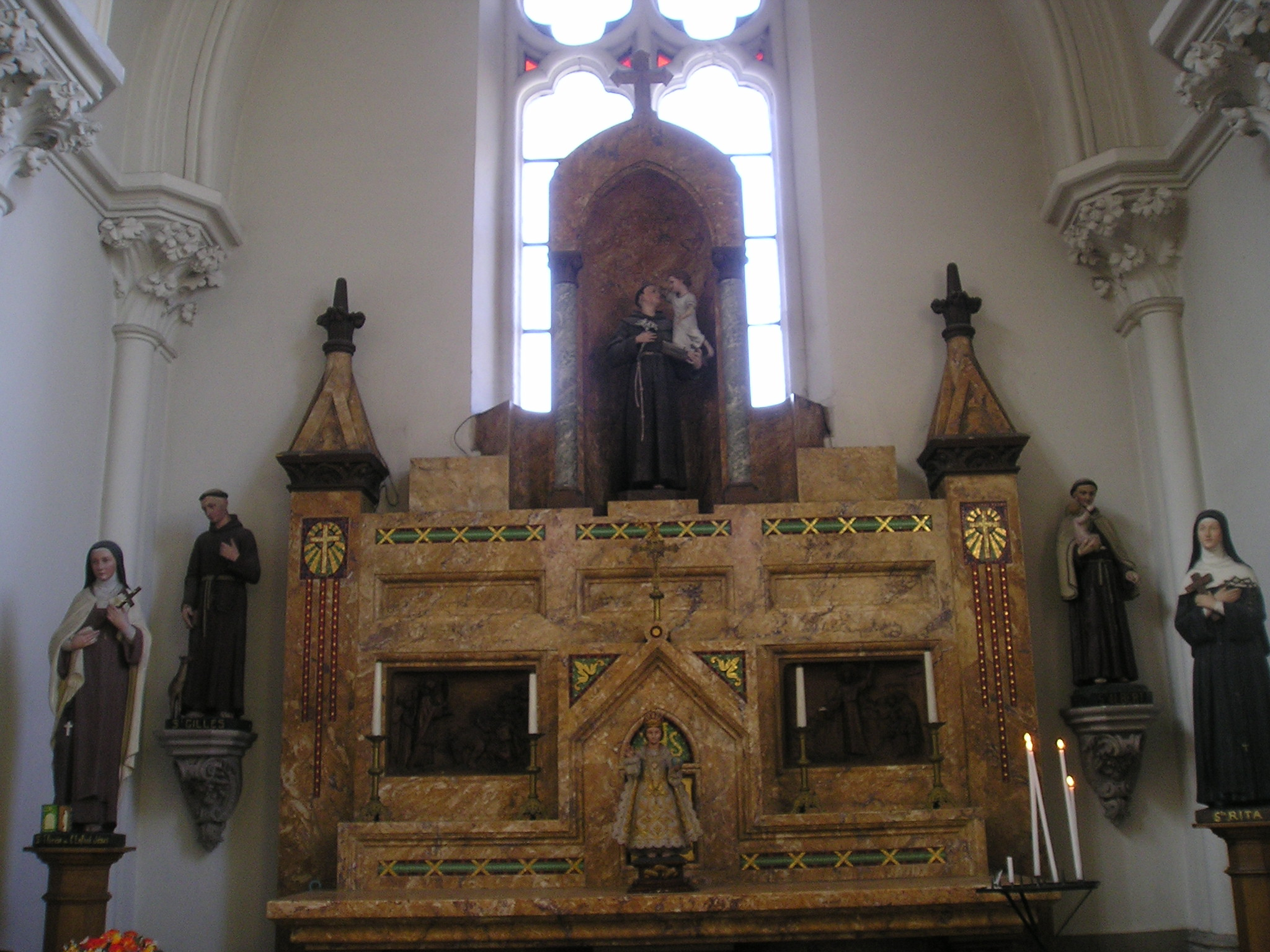
L'autel dédié à saint Antoine.

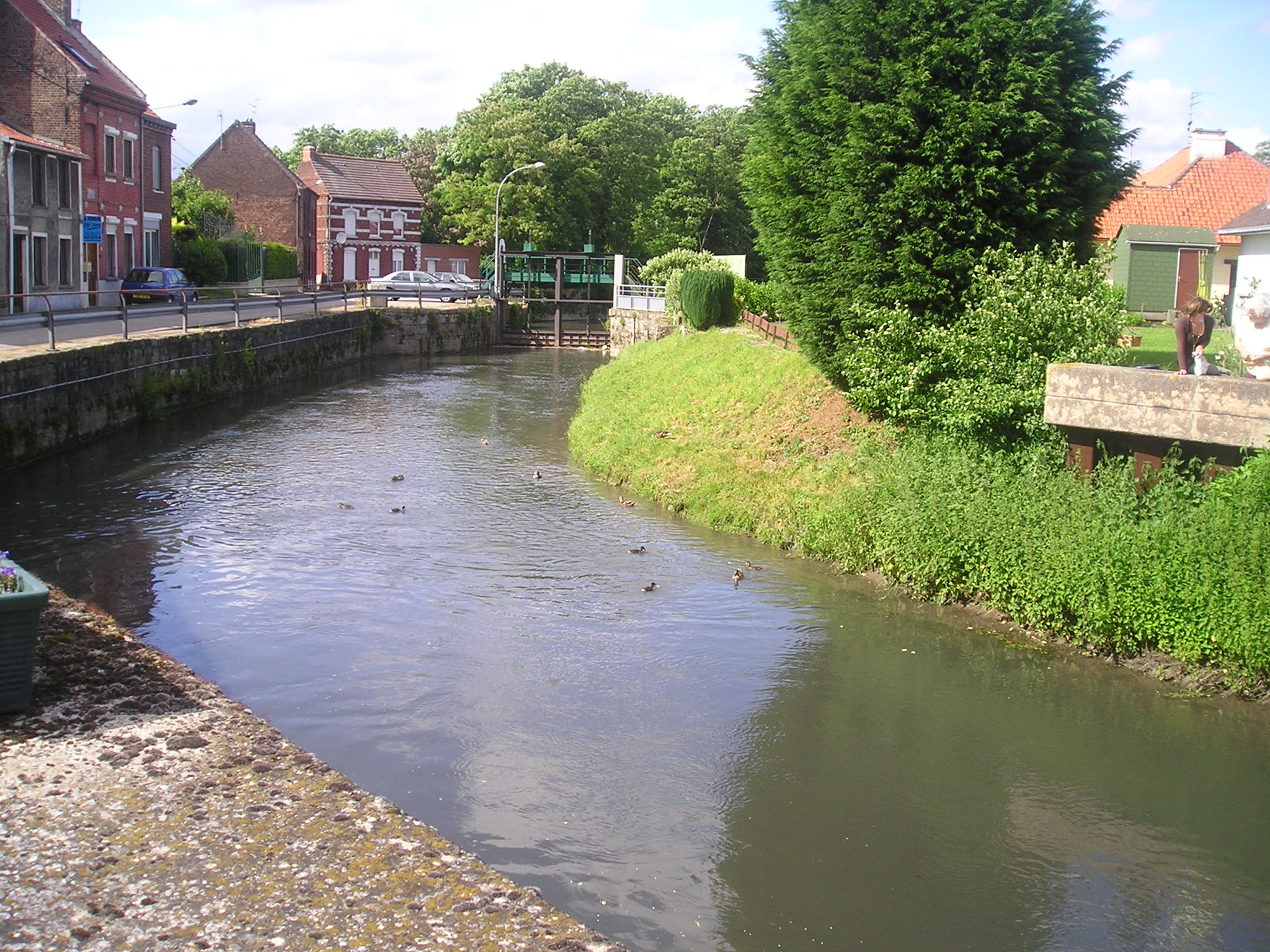
La Lawe, l'écluse, les canards.

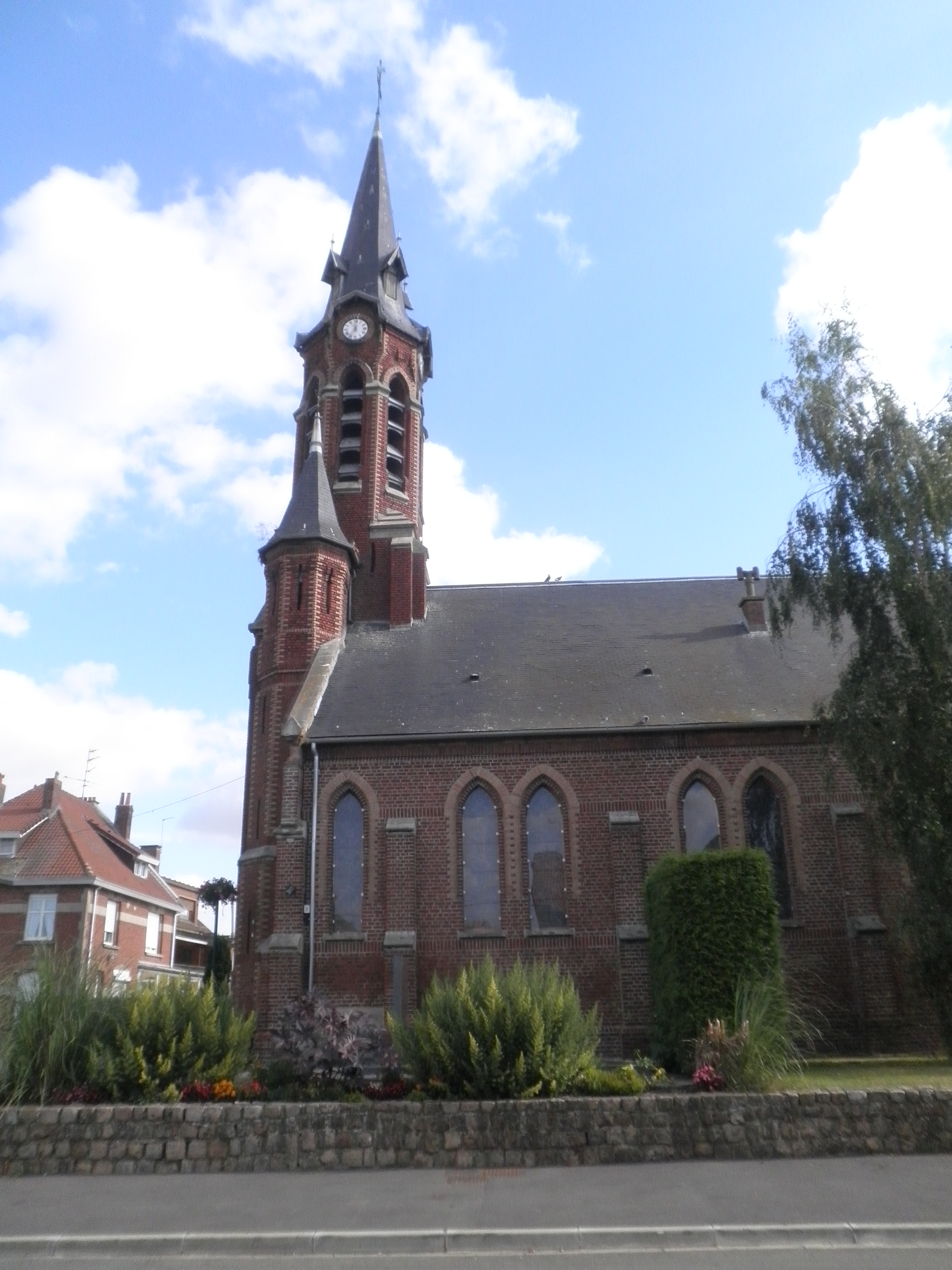
Église Sacré-Cœur du Nouveau Monde.

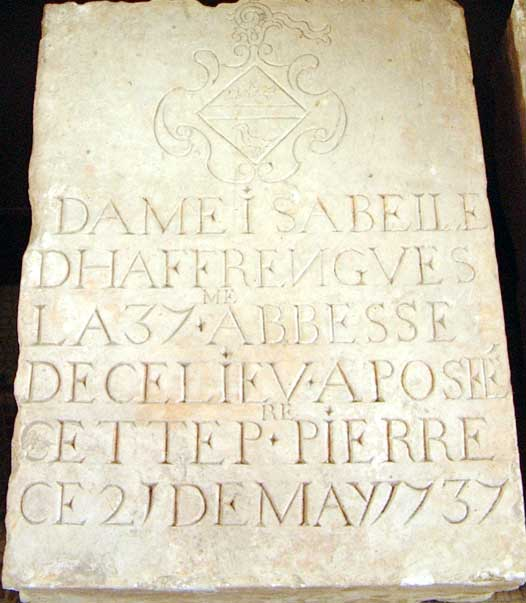
Une pierre tombale de l'abbaye de Beaupré.

- L'église Saint Pierre date de 1895. Elle fut très endommagée en 1918, et restaurée dans les années 1920.
- L'église Sacré-Cœur du Nouveau Monde date de 1929.
- Le kiosque à musique.
- Site archéologique de l'ancienne abbaye cistercienne Notre-Dame de Beaupré-sur-la-Lys.
- Salle du patrimoine gérée par l'association ABESS[47] (Abbaye de Beaupré, Etude et Sauvegarde du Site), au 51 rue du 8 mai, en face de l'église.
- Paléo-écluse sur la Lawe datant du XIIIe siècle.
- La Front Line Box d'ATB[48],[49].
- « Usine de produits alimentaires, brasserie, malterie dite usine de produits alimentaires-brasserie Claudorez Buisine, puis Gailly Claudorez ; puis usine de produits alimentaires-brasserie-malterie Gailly Béghin ; puis brasserie-malterie Hennion Gailly, puis Vanhoucke Hennion » (inscrit au Patrimoine)[50].
- « Brasserie Flipo Louis, puis Flipo Delmotte » (Patrimoine classé ou inscrit)[50].
- Le jardin public[51], ancienne propriété du baron Guy de Villelume[Qui ?][52].
- Lieu-dit Les 10 cailloux[53].

## Personnalités liées à la commune

### Seigneurs de La Gorgue
- Vers 1096, Catherine de Roubaix, dame (un homme est seigneur de, une femme est dame de) d'Estaires et de la Motte de La Gorgue en tant que fille et héritière de Jean de Roubaix et de Liévine d'Herzeele et d'Oudenhove, épouse Raoul d'Haverskerque[28].
- En 1199, Gisbert ou Gilbert, seigneur d'Estaires et de la Motte de La Gorgue, épouse Nathalie, fille de Pierre, seigneur de la Viefville[54].
- En 1303, Philippe, seigneur d'Haverskerque, d'Estaires et de la Motte de La Gorgue, épouse Adèle, fille de Charles, maréchal héréditaire de Flandre[30].

### Autres personnalités
- Charles de L'Écluse (1526-1609), médecin et botaniste du XVIe siècle, né à Arras, a visité La Gorgue.
- Victor Denis (1889-1972), international de football français.

## Harmonie municipale
L'harmonie municipale de La Gorgue a été fondée le 15 mai 1852.